# Molinicos
Molinicos là một đô thị ở tỉnh Albacete nằm ở cộng đồng tự trị Castile-La Mancha của Tây Ban Nha. Đô thị Molinicos có diện tích 144 kilômét vuông, dân số năm 2018 là 840 người với mật độ 5,8 người/km².